# Lupghar Sar
El Lupghar Sar és una muntanya de l'Hispar Muztagh, una serralada secundària del gran massís del Karakoram, al Pakistan. Amb els seus 7.200 metres és la 109a muntanya més alta de la Terra. És el cim més occidental dels que tenen més de 7.000 metres de l'Hispar Muztagh. Amb els seus veïns del sud-est Momhil Sar i Trivor forma el grup Momhil. El Lupghar Sar es troba a l'est del vall d'Hunza, a l'altura del poble de Gulmit. Consta de tres cims: occidental, central i oriental, amb alçades molt similars.
El pic occidental del Lupghar Sar va ser escalat per primera vegada el 18 de juny de 1979 per Hans i Sepp Gloggner, membres de l'anomenada expedició Tegernsee a través de l'aresta sud-oest.
L'agost del mateix any una expedició japonesa també va coronar el Lupghar Sar. Seguint l'aresta sud-oest, el 4 d'agost, Tatsuo Nazuka, Yuichi Watanabe i Hitoshi Shimizu van coronar per primera vegada el cim oest i central.